# 利格牛肝菌
利格牛肝菌（學名：Boletus legaliae），是一種擔子菌門真菌，隸屬於牛肝菌屬。這種真菌分佈於歐洲，並且是有毒的。其有毒成份主要引發人體胃腸道症狀，並且與魔牛肝菌有關。

## 分類
利格牛肝菌最早是由捷克真菌學家阿爾伯特·派拉特於1968年描述的，並且是取名自法國真菌學家馬塞勒·樂·加爾（Marcelle Le Gal）在1968年之前，這種真菌一直被誤認為是由查爾斯·愛德華·馬丁（Charles-Édouard Martín）所描述的燦爛牛肝菌（Boletus splendidus）屬同一品種。

## 描述
利格牛肝菌的菌蓋起初呈灰白色或咖啡色，但隨着年齡增加可能會變成蒼白灰色。在老年時菌蓋會變紅，因此獲得綽號「老玫瑰」（old rose）菌蓋的直徑最長可達14厘米（6英寸）。其橙色的菌柄是結實的，並且有著紅色的網紋。菌柄的顏色會隨著年齡增加逐漸變淡，並且因此令到其紅色網紋變得更加顯著。其底部並沒有紅色的網紋，且顏色亦會變黑。有時候，其菌柄上的細節並不顯著，且有時候會被土壤或枯枝落葉掩蓋。其氣孔最初是紅色的，但隨着年齡增加會變成橙色，並且在碰傷後會變成藍色。其菌肉的氣味和菊苣的氣味相似。

### 類似物種
魔牛肝菌（Boletus satanas）與利格牛肝菌類似，並且能石灰性土壤上的闊葉林中找到。儘管魔牛肝菌與利格牛肝菌類似，但它們之間仍然存在不少相異之處。魔牛肝菌的菌蓋比起利格牛肝菌的更白，並且隨着年齡增加會變成棕赭色，而非利格牛肝菌的紅色。魔牛肝菌亦有著一個更令人作嘔的氣味，並且擁有致死的毒性。

## 分佈及生境
利格牛肝菌主要分佈於歐洲，尤以英格蘭南部為最，但仍然是一種罕見的真菌。利格牛肝菌與魔牛肝菌等同類真菌均非常罕見，甚至已經絕種了。這種真菌主要在橡樹和櫸樹下生長，且中性至酸性土壤均適合其成長。

## 毒性
利格牛肝菌很可能是有毒的，因此這種真絕非食用菌。但是，與類似的魔牛肝菌不同，其毒性並非致命的。

## 外部連結
- 利格牛肝菌 - 真菌指數討論區（页面存档备份，存于）
- 利格牛肝菌 毒蘑菇 - A.M.I.N.TT（页面存档备份，存于）
- 利格牛肝菌的照片（页面存档备份，存于）